# Amt Gransee und Gemeinden
Urząd Gransee und Gemeinden (niem. Amt Gransee und Gemeinden) – urząd w Niemczech, leżący w kraju związkowym Brandenburgia, w powiecie Oberhavel. Siedziba urzędu znajduje się w mieście Gransee.
W skład urzędu wchodzi pięć gmin:
1. Gransee
2. Großwoltersdorf
3. Schönermark
4. Sonnenberg
5. Stechlin